# Alvin Bailey
Alvin Bailey (Broken Arrow, 26 agosto 1991) è un giocatore di football americano statunitense che gioca nel ruolo di offensive guard per i Cleveland Browns della National Football League (NFL). Al college giocò a football all'Università dell'Arkansas.

## Carriera professionistica

### Seattle Seahawks
Malgrado fosse considerato una delle migliori offensive guard selezionabili nel Draft NFL 2013, Bailey non fu chiamato da alcuna squadra. Successivamente firmò coi Seattle Seahawks e debuttò come professionista nella vittoria casalinga della settimana 3 contro i Jacksonville Jaguars. La sua prima stagione regolare si concluse con 14 presenze, nessuna delle quali come titolare. Il 2 febbraio 2014, nel Super Bowl XLVIII contro i Denver Broncos, Bailey partì come titolare, in una gara che Seattle vinse per 43-8, laureandosi campione NFL.
Nella settimana 9 della stagione 2014 contro i Raiders, Bailey disputò la prima gara come titolare in carriera. La sua annata si chiuse con 14 presenze, di cui cinque come partente. Tornò ad essere schierato come titolare nella finale della NFC al posto dell'infortunato Justin Britt coi Seahawks che batterono i Packers e si qualificarono per il secondo Super Bowl consecutivo, poi perso contro i New England Patriots.

### Cleveland Browns
L'11 marzo 2016, Bailey firmò con i Cleveland Browns.

## Palmarès

### Franchigia
- Super Bowl : 1

Seattle Seahawks: Super Bowl XLVIII
- National Football Conference Championship: 2

Seattle Seahawks: 2013, 2014

## Statistiche
| Partite             | 42 |
| Partite da titolare | 8  |

Statistiche aggiornate alla stagione 2015